# (4868) Knushevia
(4868) Knushevia est un astéroïde de la ceinture principale, de la famille de Hungaria.

## Description
(4868) Knushevia est un astéroïde de la ceinture principale, de la famille de Hungaria. Il présente une orbite caractérisée par un demi-grand axe de 1,96 UA, une excentricité de 0,07 et une inclinaison de 22,1° par rapport à l'écliptique.

## Compléments